# クリスマス・キャロル (2001年の映画)
『クリスマス・キャロル』（原題：Christmas Carol: The Movie）は、2001年のアニメ映画。原作はチャールズ・ディケンズの同名小説。ケイト・ウィンスレットが主題歌の「What If」を担当した。

## キャスト
- ディケンズ/スクルージ：サイモン・キャロウ（日本語吹き替え：菅生隆之）
- ベル：ケイト・ウィンスレット（萩尾みどり）
- クラチット：リス・エヴァンス（森田順平）
- ジェイコブ・マーレイ：ニコラス・ケイジ（森田順平）
- ジェーン・ホロックス
- マイケル・ガンボン
- ジュリエット・スティーヴンソン

## 評価
レビュー・アグリゲーターのRotten Tomatoesでは8件のレビューで支持率は13%、平均点は4.30/10となった。